# 飛行第14戦隊 (日本軍)
飛行第14戦隊（ひこうだいじゅうよんせんたい、飛行第十四戰隊）は、大日本帝国陸軍の飛行戦隊の一つ。軍隊符号は14F。

## 戦隊概要
- 飛行分科：重爆
- 編成時期：1938年（昭和13年）8月31日（飛行第14連隊(14FR)を改編）
- 編成地：嘉義（台湾）
- 使用機種：九七式重爆撃機、四式重爆撃機
- 終戦時の所在地：新田